# Sultanganj
Sultanganj ist eine Stadt im indischen Bundesstaat Bihar.
Die Stadt ist Teil des Distrikts Bhagalpur. Sultanganj hat den Status eines Nagar Parishad. Die Stadt ist in 25 Wards gegliedert. Sie hatte am Stichtag der Volkszählung 2011 insgesamt 52.892 Einwohner, von denen 28.240 Männer und 24.652 Frauen waren. Hindus bilden mit einem Anteil von über 83 % die größte Gruppe der Bevölkerung in der Stadt gefolgt von Muslimen mit über 16 %. Die Alphabetisierungsrate lag 2011 bei 70,95 % und damit unter dem nationalen Durchschnitt.